# Njombecistikola
Njombecistikola (Cisticola njombe) är en fågel i familjen cistikolor inom ordningen tättingar.

## Utseende och läte
Njombecistikolan är en rätt färgglad cistikola med rostrött på hjässan och nacken samt grå rygg med mörka streck. Tvärs över stjärten syns två band, ett ljust och ett svart. Arten liknar jämmercistikolan, men är mer bjärt på hjässan som dessutom saknar streckning. Undersidan är också ljusare. Sången består av upprepade parvisa "tsee-wit".

## Utbredning och systematik
Njombecistikola behandlas antingen som monotypisk eller delas in i två underarter med följande utbredning:
- C. n. njombe – förekommer i högländerna i södra Tanzania
- C. n. mariae – förekommer i nordöstra Zambia och västra Malawi (Nyika Plateau)

### Familjetillhörighet
Cistikolorna behandlades tidigare som en del av den stora familjen sångare (Sylviidae). Genetiska studier har dock visat att sångarna inte är varandras närmaste släktingar. Istället är de en del av en klad som även omfattar timalior, lärkor, bulbyler, stjärtmesar och svalor. Idag delas därför Sylviidae upp i ett antal familjer, däribland Cisticolidae.

## Levnadssätt
Njombecistikolan hittas i öppet bergslandskap, i gräsmarker och utmed våtmarker.

## Status
Arten har ett stort utbredningsområde och beståndet anses stabilt. Internationella naturvårdsunionen IUCN listar den därför som livskraftig (LC).

## Namn
Njombe är ett namn på ett distrikt i södra Tanzania och dess huvudort. Cistikola är en försvenskning av det vetenskapliga släktesnamnet Cisticola som betyder "cistroslevande".